# ヨードチンキ
ヨードチンキ（蘭: Joodtinctuur、独: Jodtinktur）は、ヨウ素（ヨード）の殺菌作用を利用した殺菌薬・消毒薬のことである。

## 組成と特性
赤褐色の液体で劇薬である。通常、消毒に用いられるのは2倍に希釈した希ヨードチンキ（こちらは劇薬ではない）であるが、一般にはこれもヨードチンキと呼ばれている。
ヨウ素は水にはほとんど溶けないが、有機溶媒の一種であるアルコールに対しては比較的溶ける。ヨードチンキもヨウ素をエタノールに溶かしたもので、添加物としてヨウ化カリウム (KI) が含まれる。
{\displaystyle {\rm {KI+I_{2}\leftrightarrow K^{+}+I_{3}^{-}}}}
という反応でヨウ素を三ヨウ化物イオンとしてイオン化させてさらに水溶性を増すのが目的である。ヨードチンキ100 mL中には6 g、希ヨードチンキには3 gのヨウ素が含まれる。本来チンキ剤の意味は「生薬をエタノールに浸したもの」なのでヨードチンキはチンキ剤ではない。しかし、慣例でヨードチンキが正式な名前になっている。
ヨードチンキの処方の応用としてルゴール液（一般名:複方ヨード・グリセリン）がある。ルゴール液はエタノールの代わりに三価アルコールのグリセリンを使用する。グリセリンを使用することで、液に甘みと粘性が加えられ、咽頭に塗布して消毒するのに適した剤形になる。ルゴール液は耳鼻咽喉科ではよく使用される。
歯科では歯科用ヨード・グリセリン（一般名であり商品名でもある。）が根管消毒（歯の神経を抜いた後の消毒）に利用される。（なお、複方ヨード・グリセリンと歯科用ヨード・グリセリンは類似した薬品であるが少し成分が異なっている。）
ヨードチンキによって着いた色はヨウ素自身の色に由来することが多く、ヨウ素の蒸発につれて徐々に褪色する。急ぐ場合はハイポエタノールによって脱色する事ができる。
三ヨウ化物イオンを含むため、金を入れるとジヨード金(I)酸イオン[AuI2]－やテトラヨード金(III)酸イオン[AuI4]－の錯イオンとなって溶解する。

## 歴史
1970年代以前、ヨードチンキはマーキュロクロム液とともに家庭用消毒剤として広く流布していた。特に学童を中心に一般家庭でも、マーキュロクロム液が赤色なので「赤チン」、ヨードチンキを「ヨーチン」と呼び表した。
現在では、ヨードチンキよりも高分子ポリビニルピロリドンにヨウ素を吸着させたポビドンヨード液（商品名イソジン）の方が多用される。またヨウ素は局所刺激性があるので、1970年代以降は商品名マキロンで代表される、「色がつかず、しみない消毒薬」である塩化ベンザルコニウム系消毒薬やグルクロン酸クロルヘキシジン系消毒薬に取って代わられた。病院の主な使用先であった手術野の消毒に使われたヨードチンキはポビドンヨード液に取って代わられた。
1990年代になると、のど飴ブームが去り、商品名「のどぬーるスプレー」など携帯式のポビドンヨード液噴霧器が一般医薬品として爆発的に普及した（ヨウ素の過剰摂取で甲状腺障害がでたほどである）。現在ではルゴール液をベースにした携帯式噴霧器も発売されており、違った意味で復興している。